# 1 november
1 november is de 305de dag van het jaar (306de dag in een schrikkeljaar) in de gregoriaanse kalender. Hierna volgen nog 60 dagen tot het einde van het jaar. 1 november staat ook bekend als Allerheiligen. In Mexico is het dan de Dag van de Doden.

## Gebeurtenissen
- Algemeen
  - 1170 - Een stormvloed, de Allerheiligenvloed van 1170, treft Noordwest-Nederland.[2]
  - 1570 - Een stormvloed, de Allerheiligenvloed van 1570, richt op de Zeeuwse eilanden veel schade aan.
  - 1755 - Zware aardbeving te Lissabon (8,7 op de schaal van Richter) en een bijkomende vloedgolf: 70.000 doden.
  - 1978 - De grachtenpanden aan de Amsterdamse Keizersgracht bekend als de Groote Keijser worden gekraakt.
  - 1986 - Een brand bij chemieconcern Sandoz in Bazel leidt tot een van de grootste milieurampen in West-Europa als giftig bluswater in de Rijn loopt
  - 1992 - Bij een aanslag op een toeristenbus met christelijke Egyptenaren in de buurt van de Zuid-Egyptische stad Dayrut raken tien inzittenden gewond.
  - 1994 - Vijf kinderen komen om het leven bij een bomaanslag op een begraafplaats in de Algerijnse stad Mostaganem tijdens een plechtigheid op de 40ste verjaardag van het begin van de Algerijnse Onafhankelijkheidsoorlog.
  - 1999 - Een 16-jarige jongen richt een bloedbad aan in de Duitse plaats Bad Reichenhall: 5 doden, waaronder de jongen zelf.[2]
  - 2015 - Op de Engelstalige Wikipedia, opgericht in 2001, verschijnt het vijf miljoenste artikel.
  - 2015 - Minstens vijftien mensen, onder wie zeker één parlementariër en een generaal, worden gedood bij een aanval op een populair hotel in de Somalische hoofdstad Mogadishu.
- Kunst en cultuur
  - 1992 - Officiële opening van de Kunsthal Rotterdam.
- Media
  - 1925 - Oprichting van de VARA.[2]
  - 1963 - Eerste aflevering van het tv-programma Voor de vuist weg van presentator Willem Duys.
  - 1965 - Eerste nummer van het Nederlandse tijdschrift Avenue ligt in de winkels.
  - 1980 - Eerste uitzending van Radio Reflex, radiostation dat (toen nog) als piraat uitzond vanuit Mechelen, België.
  - 1988 - De Zuid-Afrikaanse regering legt het weekblad Weekly Mail een verschijningsverbod van een maand op.
  - 2002 - RTL 4 zendt de eerste aflevering uit van Idols.[3]
- Muziek
  - 1968 - George Harrison lanceert bij platenmaatschappij Apple Records van The Beatles zijn studioalbum Wonderwall Music.[3]
- Politiek
  - 1978 - De Oegandese dictator Idi Amin erkent dat zijn strijdkrachten openlijke agressie hebben gepleegd tegen het buurland Tanzania en een gebied van ruim 1.000 vierkante mijl aan het Victoriameer bij Oeganda hebben ingelijfd.
  - 1979 - De Boliviaanse legerkolonel Albero Natusch zet het elf weken oude burgerbewind van president Walter Guevara opzij en roept zichzelf uit tot president.
  - 1981 - Antigua en Barbuda worden onafhankelijk.
  - 1990 - Sir Geoffrey Howe, de vice-premier van het Verenigd Koninkrijk, neemt ontslag.
  - 1992 - Ivo Opstelten wordt beëdigd als burgemeester van Utrecht, waar hij aantreedt als opvolger van Lien Vos-van Gortel.
  - 1993 - Het Verdrag van Maastricht treedt in werking.[2]
  - 2001 - In Burundi treedt een overgangsregering aan onder president Pierre Buyoya, samengesteld uit bijna alle politieke partijen.
  - 2008 - De Boliviaanse president Evo Morales schort voor onbepaalde tijd de werkzaamheden op van de Amerikaanse drugsbestrijdingsdienst DEA in zijn land.
  - 2021 – Regeringsleiders vanuit de gehele wereld komen bijeen in Glasgow voor conferentie over het wereldwijde klimaat.
- Oorlog
  - 1911 - Italiaans-Turkse Oorlog - Tweede-luitenant vlieger Giulio Gavotti laat uit zijn Etrich Taube vier Cipelli-granaten vallen op vijandelijke stellingen en voert hierdoor de eerste bombardementen met behulp van een vliegtuig uit in de geschiedenis.
- Religie
  - 1007 - Oprichting van het Bisdom Bamberg in Beieren.
  - 1610 - Heiligverklaring van Carolus Borromeus, kardinaal-aartsbisschop van Milaan.
  - 1914 - Bisschopswijding van Petrus Hopmans, Nederlands bisschop van Breda.
  - 1924 - Oprichting van de Rooms-Katholieke Apostolische administratie Estland.
  - 1946 - Priesterwijding van Karol Wojtyła in Kraków.
  - 1950 - Dogmaverklaring door Paus Pius XII betreffende de Tenhemelopneming van Maria.
  - 1954 - Benoeming van Giovanni Battista Montini tot aartsbisschop van Milaan.
  - 1956 - Encycliek Laetamur Admodum van Paus Pius XII met een hernieuwde oproep tot gebed voor vrede in Polen, Hongarije en het Midden-Oosten.
  - 1970 - Oprichting van de Priesterbroederschap Sint Pius X van traditionalistische priesters door aartsbisschop Marcel Lefebvre in het Bisdom Fribourg in Zwitserland.
  - 1982 - Paus Johannes Paulus II bezoekt Ávila in Spanje voor de herdenking van de 400e sterfdag van Theresia van Ávila.

- Sport

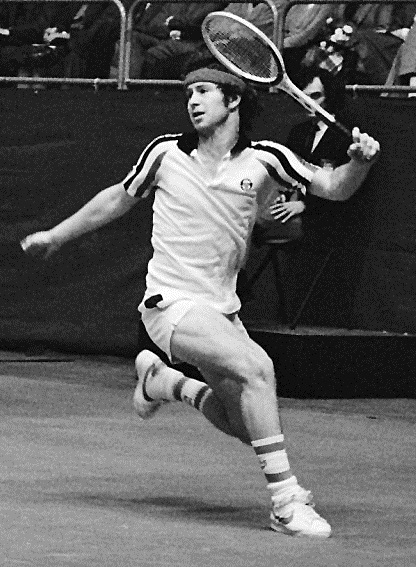
John McEnroe,
herovert de nummer één-positie op de wereldranglijst

  - 1884 - Oprichting van de Gaelic Athletic Association in Thurles, Ierland.
  - 1923 - In Antwerpen wordt het Bosuilstadion geopend met een galawedstrijd tussen België en Engeland.
  - 1926 - Het Uruguayaans voetbalelftal wint voor de zesde keer de Copa América door in de voorlaatste competitiewedstrijd met 6-1 te winnen van Paraguay.[2]
  - 1927 - In Lima verliest het Peruviaans voetbalelftal de allereerste officiële interland uit de geschiedenis van het Zuid-Amerikaanse land met 4-0 van Uruguay.
  - 1928 - In Bergamo wordt het Stadio Atleti Azzurri d'Italia officieel geopend.
  - 1972 - Het Nederlands voetbalelftal verslaat Noorwegen met 9-0 in de kwalificatiereeks voor het WK voetbal 1974 in West-Duitsland.[2] Johan Neeskens scoort drie keer in stadion De Kuip in Rotterdam. Theo Pahlplatz speelt zijn dertiende en laatste interland voor Oranje.
  - 1982 - John McEnroe herovert de nummer één-positie op de wereldranglijst der tennisprofessionals op Jimmy Connors, maar moet die plaats al na één week weer afstaan aan zijn rivaal.
  - 1993 - De Britse hordeloper Colin Jackson wordt door de IAAF uitgeroepen tot beste atleet in 1993. Bij de vrouwen gaat de eretitel naar zijn landgenote Sally Gunnell.
  - 1994 - De 14-jarige Venus Williams debuteert bij de proftennissters met een overwinning (6-3 en 6-4) op haar 26-jarige landgenote Shaun Stafford in de eerste ronde van het WTA-toernooi in Oakland.
  - 1996 - Voetballer Roy Makaay maakt namens Vitesse drie doelpunten in tien minuten in het duel tegen Fortuna Sittard.
- Wetenschap en technologie
  - 1772 - Antoine Lavoisier publiceert zijn ontdekking dat fosfor en zwavel bij verwarming "in massa toenemen".[2]
  - 1876 - Het Noordzeekanaal wordt officieel geopend door koning Willem III.[2]
  - 1903 - Het eerste nummer van het autotijdschrift de Auto verschijnt. Het is het officiële orgaan van de Nederlandsche Automobiel Club, die in 1913 de Koninklijke Nederlandsche Automobiel Club (KNAC) zou worden.
  - 1952 - De Verenigde Staten brengen met succes de eerste H-Bom, codenaam "Mike" "m" voor megaton, tot ontploffing op het eiland Eniwetok in het Bikiniatol in de Grote Oceaan.
  - 1962 - De Sovjet-Unie lanceert het Mars 1 ruimtevaartuig dat langs de planeet Mars moet gaan vliegen.[4]
  - 2022 - Lancering van een Falcon Heavy raket van SpaceX vanaf Kennedy Space Center Lanceercomplex 39 voor de USSF-44 missie met een geheime militaire satelliet, verder zijn aan boord de TETRA-1 microsatelliet ontworpen voor prototype missies en enkele CubeSats.[5]
  - 2023 - Ruimtesonde Lucy vliegt langs de planetoïde (152830) Dinkinesh. Het object is de eerste van de in totaal tien planetoïden die het ruimtescheepje bezoekt in een periode van ongeveer twaalf jaar.[6][7]
  - 2023 - Ruimtewandeling van NASA astronauten Jasmin Moghbeli en Loral O'Hara voor het uitvoeren van werkzaamheden aan zonnepanelen van het ISS en het herpositioneren en verwijderen van kleine hulponderdelen. Er is niet voldoende tijd om alle voorgenomen taken uit te voeren en er gaat een tas met gereedschap verloren tijdens de ruimtewandeling.[8]
  - 2023 - Tijdens een ceremonie in de Nederlandse ambassade in Washington wordt Nederland in het bijzijn van Bill Nelson (directeur NASA) en Harm van de Wetering (directeur NSO) de 31e ondertekenaar van de Artemis Accords (Artemis Akkoorden). De akkoorden zijn een set van afspraken over hoe de deelnemende landen omgaan en samenwerken tijdens het onderzoeken en verkennen van de ruimte.[9][10]

## Geboren

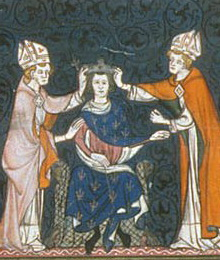
Lodewijk de Stamelaar,
geboren in 846

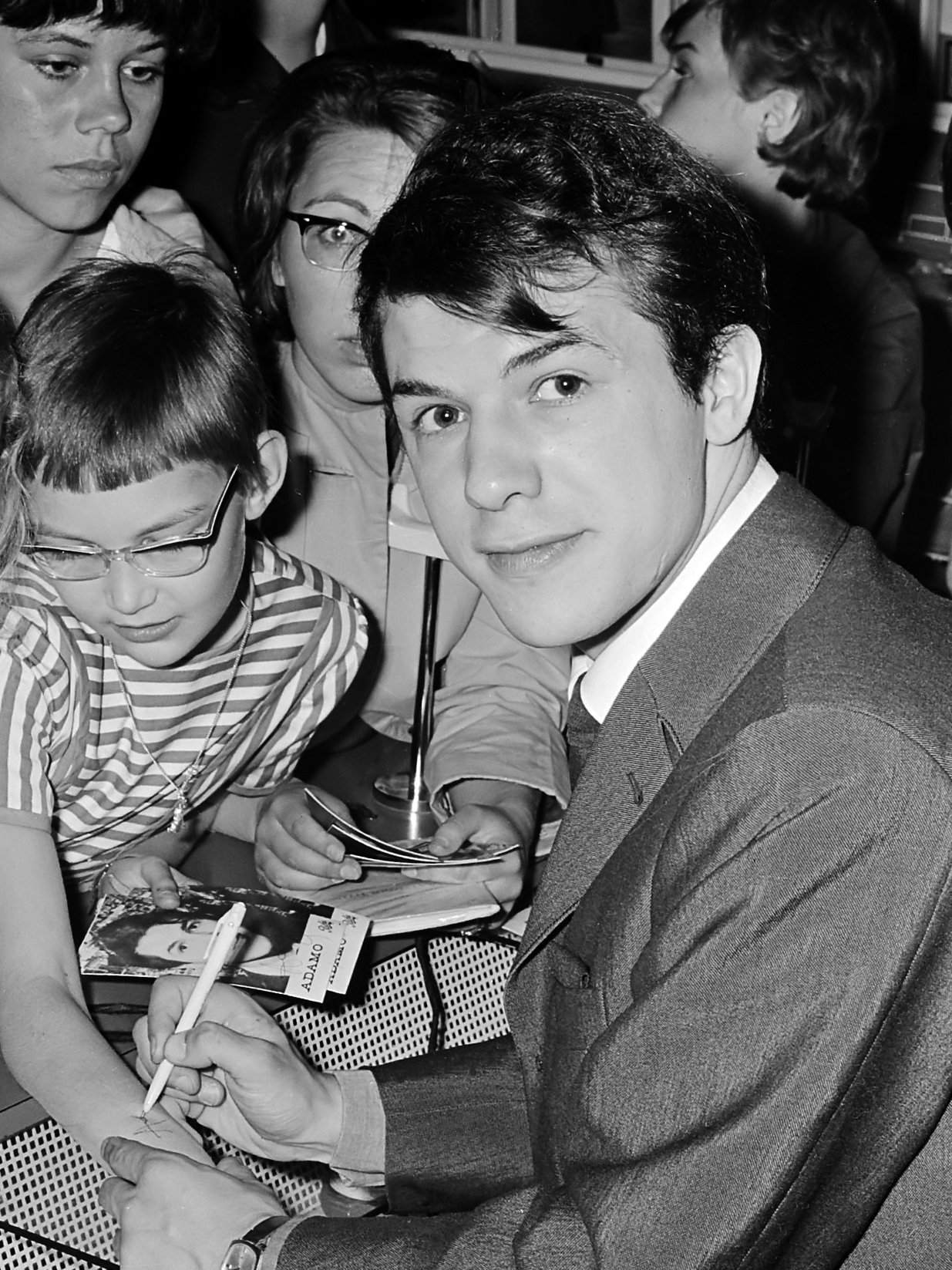
Salvatore Adamo,
geboren in 1943

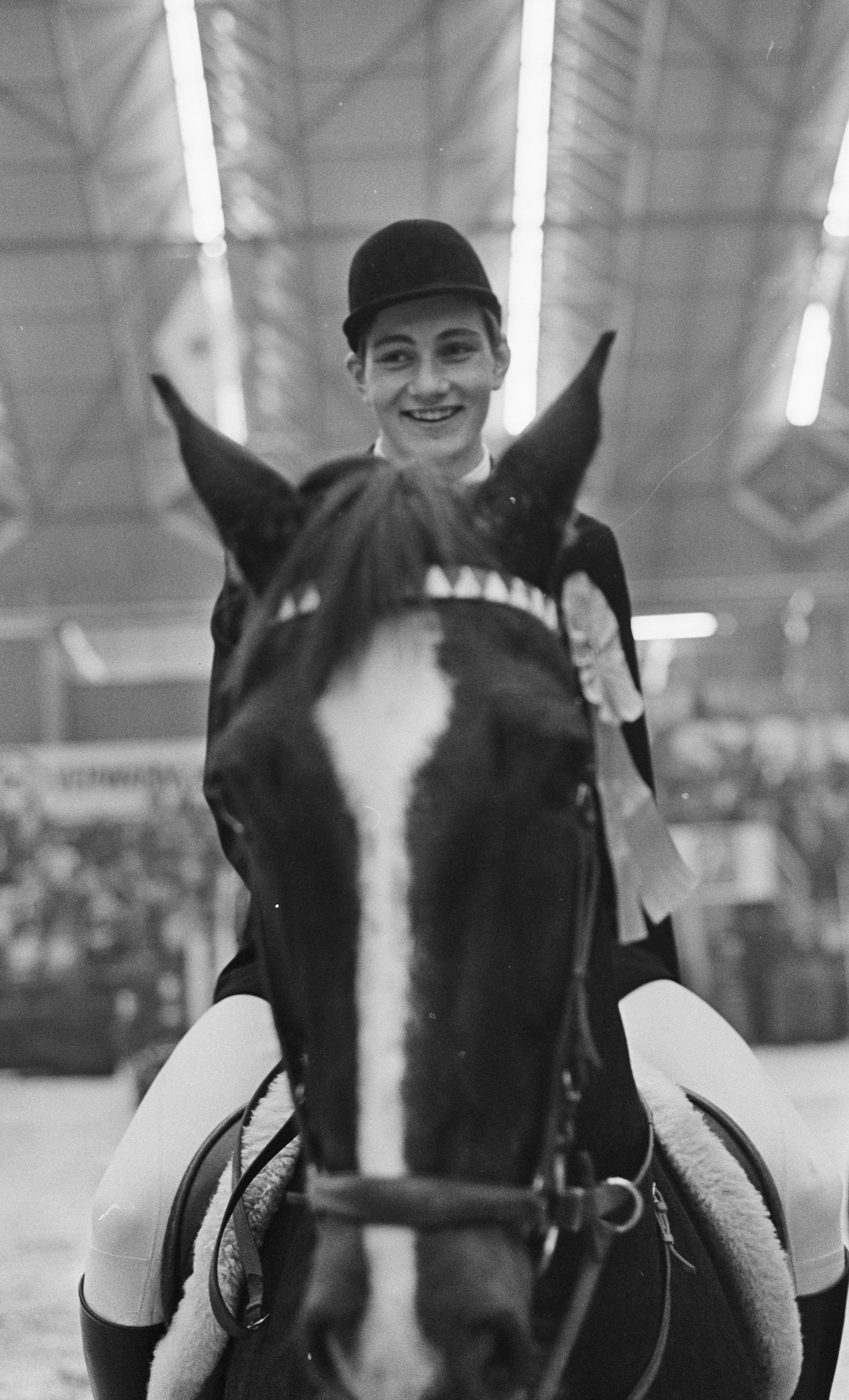
Eddy Stibbe,
geboren in 1948

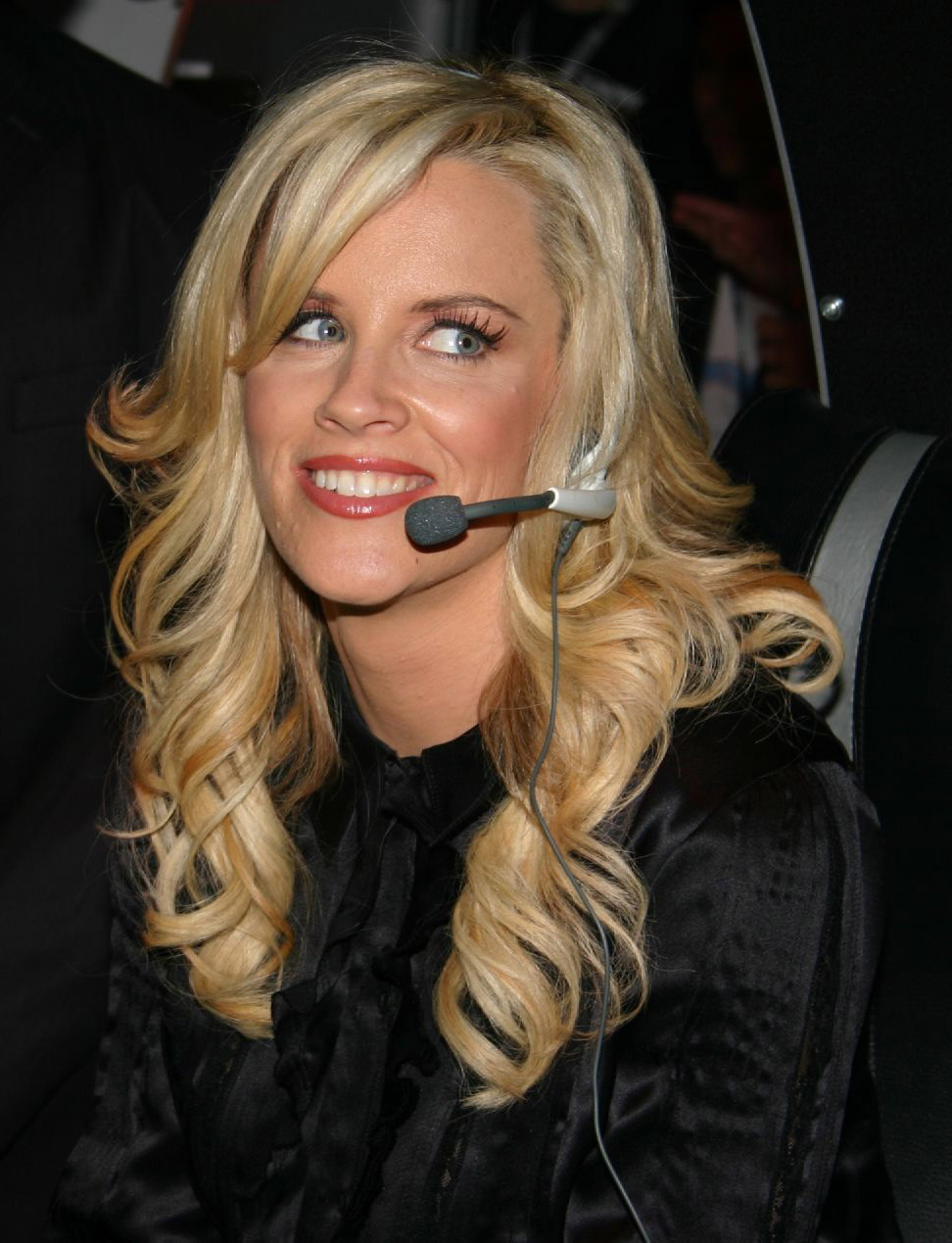
Jenny McCarthy,
geboren in 1972

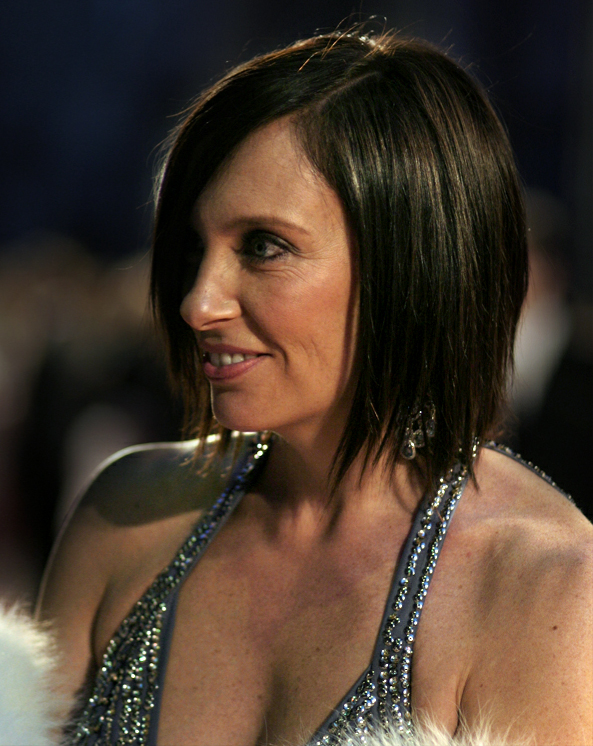
Toni Collette,
geboren in 1972

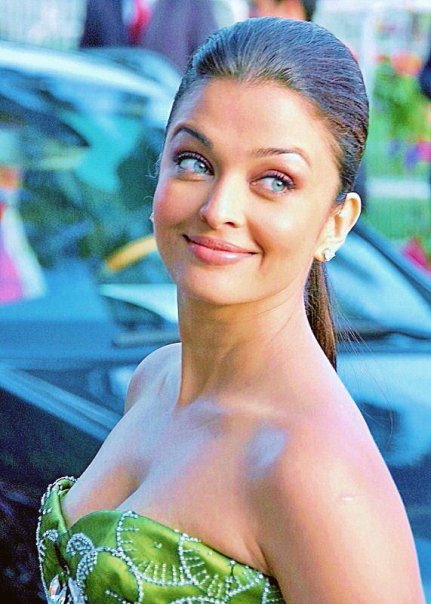
Aishwarya Rai,
geboren in 1973

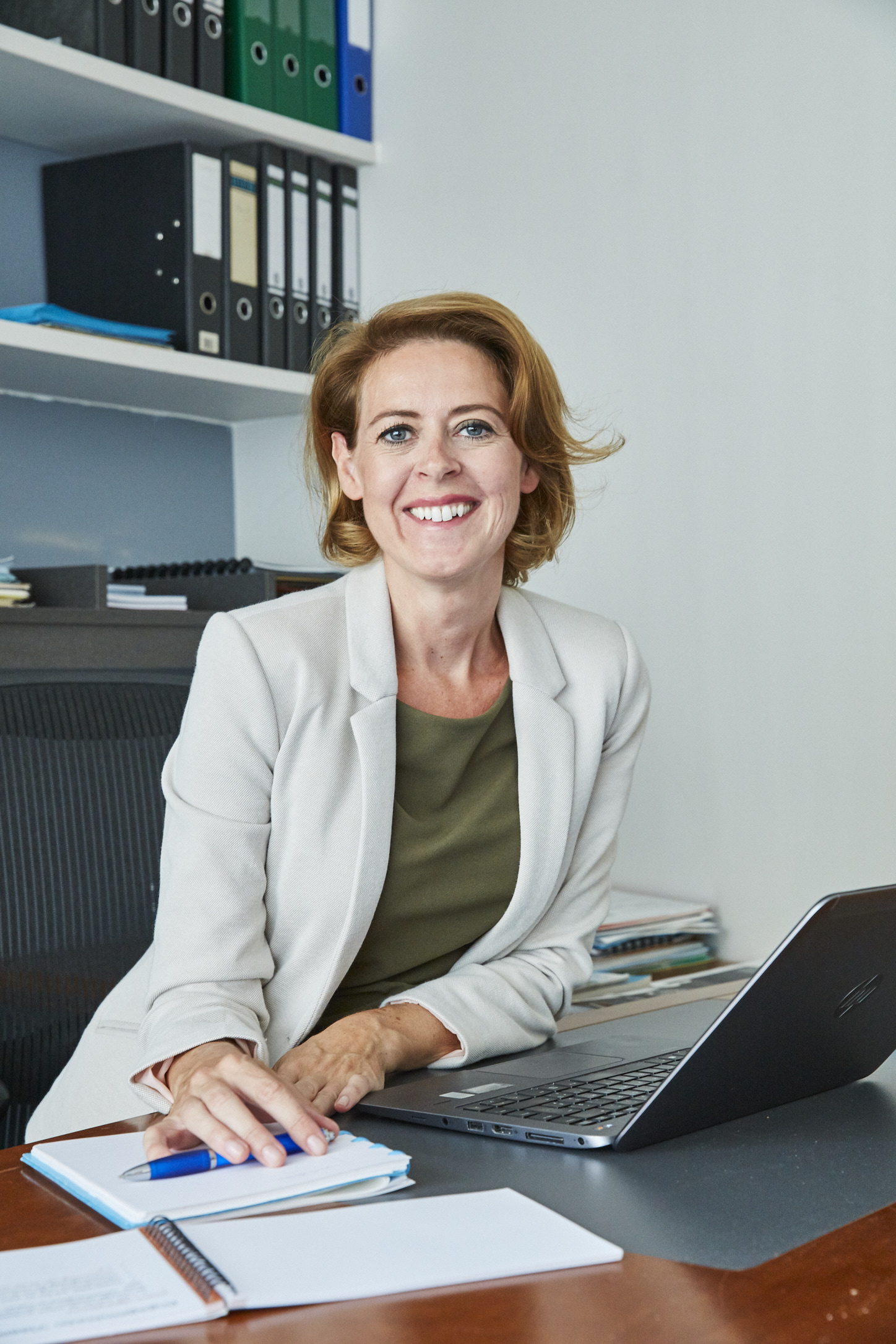
Emmily Talpe,
geboren in 1975

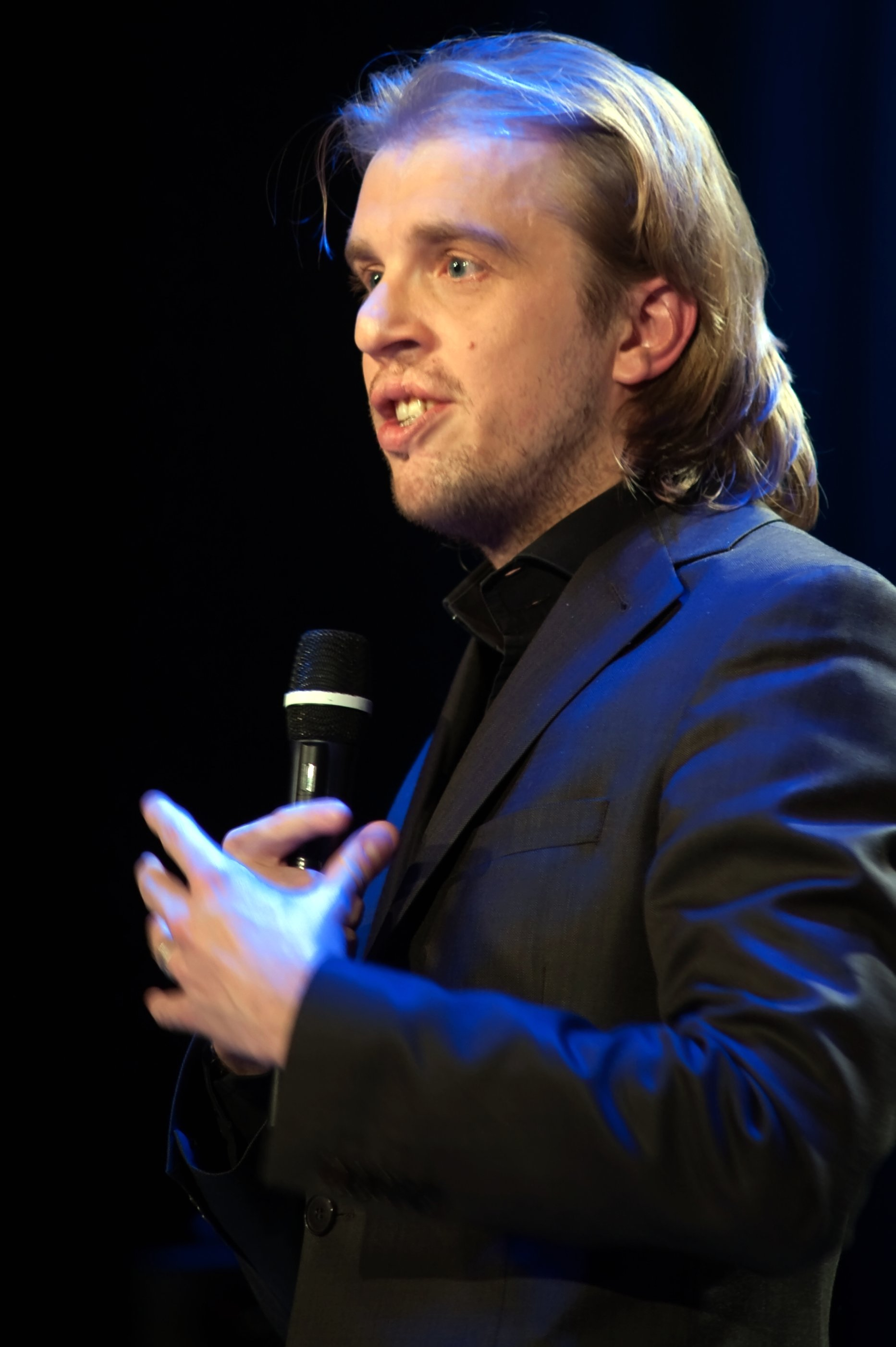
Jan Jaap van der Wal,
geboren in 1979

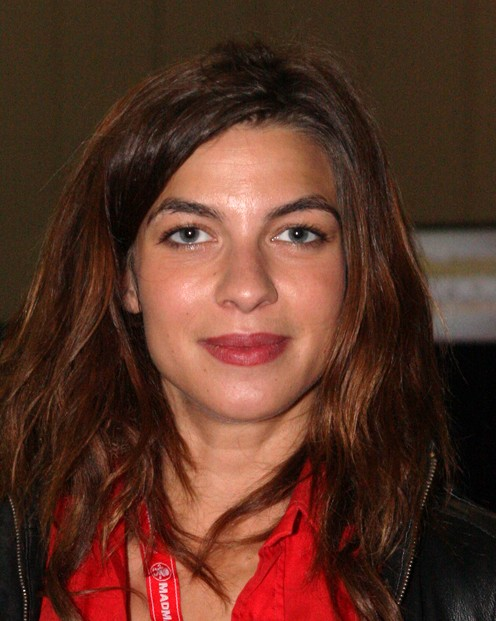
Natalia Tena,
geboren in 1984

- 846 - Lodewijk de Stamelaar, koning der Franken (overleden 879)
- 1339 - Rudolf IV van Oostenrijk, aartshertog van Oostenrijk (overleden 1365)
- 1351 - Leopold III, hertog van Oostenrijk (overleden 1386)
- 1596 - Pietro da Cortona, Italiaans architect en kunstenaar (overleden 1669)
- 1629 - Oliver Plunkett, aartsbisschop van Armagh (overleden 1681)
- 1661 - Lodewijk le Grand Dauphin, oudste zoon en troonopvolger van Lodewijk XIV van Frankrijk (overleden 1711)
- 1778 - Gustaaf IV Adolf, koning van Zweden (overleden 1837)
- 1789 - Elisabeth Gruyters, Zuid-Nederlands religieuze en kloosterstichtster (overleden 1864)
- 1805 - Jacobus Groenendaal, Nederlands-Vrijstaats politicus (overleden 1860)
- 1862 - Anna Maria du Mée, Nederlands verpleegster en bankiersvrouw (overleden 1949)
- 1862 - Johan Wagenaar, Nederlands componist, muziekpedagoog, dirigent en organist (overleden 1941)
- 1872 - Hendrik Seyffardt, Nederlands generaal (overleden 1943)
- 1874 - Jan Kosters, Nederlands hoogleraar (overleden 1951)
- 1877 - Roger Quilter, Brits componist (overleden 1953)
- 1879 - Pál Teleki, Hongaars geograaf en politicus (overleden 1941)
- 1880 - Karel Paul van der Mandele, Nederlands bankier (overleden 1975)
- 1880 - Alfred Wegener, Duits meteoroloog en geoloog (overleden 1930)
- 1884 - Der Nister, Russisch schrijver (overleden 1950)
- 1889 - Hannah Höch, Duits kunstenares (overleden 1978)
- 1892 - Aleksandr Aljechin, Russisch schaakgrootmeester (overleden 1946)
- 1895 - Leonhard Seiderer, Duits voetballer (overleden 1940)
- 1898 - Arthur Legat, Belgisch autocoureur (overleden 1960)
- 1901 - Lew Childre, Amerikaans countrymusicus en presentator (overleden 1961)
- 1902 - Eugen Jochum, Duits dirigent (overleden 1987)
- 1905 - Aldo Fabrizi, Italiaans acteur en filmregisseur (overleden 1990)
- 1907 - Edmond Delfour, Frans voetballer en voetbalcoach (overleden 1990)
- 1908 - Cas Oorthuys, Nederlands fotograaf (overleden 1975)
- 1911 - Sonja Ferlov, Deens kunstenaar (overleden 1984)
- 1914 - Moshe Teitelbaum, Amerikaans rabbijn (overleden 2006)
- 1917 - Harm Bouman, Nederlands moordenaar en medewerker van nazi-SD (overleden 2001)
- 1918 - Ken Miles, Brits autocoureur (overleden 1966)
- 1919 - Aldo Mongiano, Italiaans bisschop (overleden 2020)
- 1923 - Gordon R. Dickson, Canadees schrijver (overleden 2001)
- 1923 - Victoria de los Ángeles, Spaans operazangeres (overleden 2005)
- 1924 - Süleyman Demirel, Turks premier (overleden 2015)
- 1925 - Larry Canning, Brits voetballer (overleden 2012)
- 1925 - Arturo Lona Reyes, Mexicaans R.K. bisschop (overleden 2020)
- 1926 - Gottfried Diener, Zwitsers bobsleeër (overleden 2015)
- 1926 - Lou Donaldson, Amerikaans jazzsaxofonist, -componist en bandleider (overleden 2024)
- 1926 - Bob Veith, Amerikaans autocoureur (overleden 2006)
- 1926 - Frans Winkel, Nederlands burgemeester en politicus (overleden 2016)
- 1927 - Marijke Ferguson, Nederlands musicienne, radioprogrammamaker en radiopresentator (overleden 2024)
- 1927 - Marcel Ophüls, Duits-Amerikaans filmregisseur en documentairemaker (overleden 2025)
- 1927 - Filippo Maria Pandolfi, Italiaans politicus
- 1928 - Gerard Hoebe, Nederlands zanger en muzikant (overleden 2005)
- 1928 - Ted Whiteaway, Brits autocoureur (overleden 1995)
- 1929 - Gabe Baltazar, Amerikaans saxofonist (overleden 2022)
- 1929 - Rudy Kousbroek, Nederlands schrijver en essayist (overleden 2010)
- 1929 - Léon Mokuna, Belgisch voetballer (overleden 2020)
- 1930 - Frans Derks, Nederlands voetbalscheidsrechter (overleden 2020)
- 1930 - Lev Markiz, Russisch dirigent en violist (overleden 2023)
- 1932 - Francis Arinze, Nigeriaans curiekardinaal
- 1932 - Edgar Reitz, Duits regisseur
- 1933 - Spitz Kohn, Luxemburgs voetballer en voetbaltrainer (overleden 2012)
- 1933 - Huub Oosterhuis, Nederlands priester, dichter en liturgievernieuwer (overleden 2023)
- 1933 - Leo Proost, Belgisch wielrenner (overleden 2016)
- 1933 - Chor Yuen, Chinees filmregisseur, scriptschrijver en acteur (overleden 2022)
- 1934 - Fernando Capalla, Filipijns aartsbisschop (overleden 2024)
- 1934 - Leslie Mills, Nieuw-Zeelands atleet, gewichtheffer en burgemeester van Auckland
- 1934 - Aat Veldhoen, Nederlands schilder en graficus (overleden 2018)
- 1935 - Jacques Cornet, Belgisch atleet
- 1935 - Gary Player, Zuid-Afrikaans golfspeler
- 1936 - Jackie Lewis, Welsh autocoureur
- 1939 - Barbara Bosson, Amerikaans actrice (overleden 2023)
- 1940 - Barry Sadler, Amerikaans zanger (overleden 1989)
- 1940 - Sjoerd Westra, Nederlands slagwerker en muziekpedagoog (overleden 2012)
- 1941 - Pamela Payton-Wright, Amerikaans actrice (overleden 2019)
- 1942 - Larry Flynt, Amerikaans pornografie-uitgever en politicus (overleden 2021)
- 1942 - Ralph Klein, Canadees politicus (overleden 2013)
- 1942 - Marcia Wallace, Amerikaans (stem)actrice (overleden 2013)
- 1943 - Salvatore Adamo, Belgisch-Italiaans singer-songwriter
- 1943 - Alfio Basile, Argentijns voetballer en trainer
- 1946 - Ric Grech, Brits rockmuzikant, multi-instrumentalist en muziekproducent (overleden 1990)
- 1946 - Jean-Louis Triaud, Frans ondernemer en sportbestuurder
- 1946 - Joop Wittermans, Nederlands acteur
- 1946 - Robert Yeazel, Amerikaans gitarist (Sugarloaf) (overleden 2016)
- 1947 - Jim Steinman, Amerikaans tekstschrijver en componist (overleden 2021)
- 1948 - Charles Picqué, Belgisch politicus
- 1948 - Peter Raedts, Nederlands historicus (overleden 2021)
- 1948 - Eddy Stibbe, Nederlands eventing ruiter
- 1949 - Bernhard Cullmann, Duits voetballer
- 1950 - Jim McCluskey, Schots voetbalscheidsrechter (overleden 2013)
- 1950 - Dan Peek, Amerikaans muzikant (overleden 2011)
- 1950 - Jan Evert Veer, Nederlands waterpoloër
- 1951 - Frits Goedgedrag, eerste gouverneur van Curaçao
- 1951 - Fernando Mamede, Portugees atleet
- 1951 - Jef Tavernier, Belgisch politicus
- 1952 - Alain Grignard, Belgisch islamoloog (overleden 2023)
- 1954 - Chris Morris, Brits gitarist (Paper Lace)
- 1955 - Stéphane Beel, Belgisch architect
- 1955 - Maarten van Norden, Nederlands muzikant en componist (overleden 2024)
- 1957 - Lyle Lovett, Amerikaans zanger en acteur
- 1957 - Carlos Paião, Portugees zanger (overleden 1988)
- 1958 - Miriam van der Have, interseksuele mensenrechtenactiviste
- 1960 - Knut Torbjørn Eggen, Noors voetballer en voetbaltrainer (overleden 2012)
- 1960 - Abdul Nasser El Hakim, Curaçaos zakenman en politicus
- 1961 - Kenneth Bron, artiestennaam Kenny B., Surinaams vredesonderhandelaar en zanger
- 1962 - Magne Furuholmen (Mags), Noors muzikant
- 1962 - Anthony Kiedis, Amerikaans zanger
- 1962 - Hendrik Redant, Belgisch wielrenner
- 1962 - Ulf Timmermann, Duits atleet
- 1962 - Rik Tommelein, Belgisch atleet
- 1963 - Mark Hughes, Welsh voetballer
- 1963 - Katja Riemann, Duits actrice
- 1965 - Laetitia Griffith, Surinaams-Nederlands politica
- 1965 - Patrik Ringborg, Zweeds dirigent
- 1966 - Fabrizio Bontempi, Italiaans wielrenner
- 1967 - Henk Angenent, Nederlands marathonschaatser
- 1967 - Tina Arena, Australisch zangeres
- 1967 - Sophie B. Hawkins, Amerikaans zangeres
- 1967 - Carla van de Puttelaar, Nederlands fotografe
- 1967 - Miguel Rimba, Boliviaans voetballer
- 1968 - Lina Tsjerjazova, Oezbeeks freestyleskiester (overleden 2019)
- 1969 - Micheil Dzjisjkariani, Georgisch voetballer
- 1969 - Darije Kalezić, Bosnisch-Zwitsers voetballer en voetbaltrainer
- 1969 - Darren Partington, Brits muzikant (808 State)
- 1969 - Óscar Ruiz, Colombiaans voetbalscheidsrechter
- 1970 - Annemarie Heite, Nederlands politica (NSC)
- 1972 - Toni Collette, Australisch actrice
- 1972 - Jenny McCarthy, Amerikaans model en actrice
- 1972 - Sophia Wezer, Nederlands danseres en zangeres
- 1973 - Igor González de Galdeano, Spaans wielrenner en ploegleider
- 1973 - Nadine Grouwels, Belgisch atlete
- 1973 - Aishwarya Rai, Indiaas model en actrice
- 1973 - Clyde Wijnhard, Nederlands voetballer
- 1974 - Bert Scheirlinckx, Belgisch wielrenner
- 1974 - Kamilla Senjo, Duits tv-presentatrice, radio- en tv-journaliste
- 1974 - Stephen Gallacher, Schots golfer
- 1975 - Keryn Jordan, Zuid-Afrikaans voetballer (overleden 2013)
- 1975 - Emmily Talpe, Belgisch politica; burgemeester van Ieper sinds 2019
- 1975 - Erben Wennemars, Nederlands schaatser
- 1977 - Anthony Clark, Brits badmintonner
- 1978 - Elbekay Bouchiba, Nederlands voetballer
- 1978 - Danny Koevermans, Nederlands voetballer
- 1978 - Sonja Lang, Canadees linguïste
- 1978 - Caren Meynen, Belgisch radiopresentatrice
- 1979 - Christophe Edaleine, Frans wielrenner
- 1979 - Jan Jaap van der Wal, Nederlands stand-upcomedian en cabaretier
- 1979 - Merel Westrik, Nederlands journalist en presentatrice
- 1980 - Christian Murchison, Singaporees autocoureur
- 1980 - Sander de Rouwe, Nederlands bestuurder en politicus; burgemeester van Kampen
- 1981 - Tommy Karevik, Zweeds zanger
- 1983 - Lex Gaarthuis, Nederlands radio-dj
- 1983 - Thomas Gast, Nederlands stand-upcomedian
- 1984 - Ismail Ahmed Ismail, Soedanees atleet
- 1984 - Miloš Krasić, Servisch voetballer
- 1984 - Natalia Tena, Brits actrice en zangeres
- 1985 - Dizzee Rascal, Brits muzikant
- 1986 - Penn Badgley, Amerikaans acteur
- 1987 - Zach Cherry, Amerikaans acteur
- 1987 - Gerson Main, Surinaams-Nederlands singer-songwriter, theatermaker, dichter en gitarist
- 1988 - Jorén Tromp, Nederlands atleet
- 1989 - Mihail Dudaš, Servisch atleet
- 1989 - Gabriela Soukalová, Tsjechisch biatlete
- 1990 - Šárka Pančochová, Tsjechisch snowboardster
- 1991 - Yuberjén Martínez, Colombiaans bokser
- 1991 - Anthony Ramos, Amerikaans acteur, zanger en danser
- 1991 - Yanic Wildschut, Nederlands voetballer
- 1992 - Vladimir Morozov, Russisch kunstschaatser
- 1995 - Elise Mehuys, Belgisch atlete
- 1996 - Apostolos Christou, Grieks zwemmer
- 1996 - Sean Gelael, Indonesisch autocoureur
- 1996 - Lil Peep, Amerikaans zanger en rapper (overleden 2017)
- 1997 - Alex Wolff, Amerikaans acteur en drummer
- 2002 - Tessa Giele, Nederlands zwemster
- 2002 - Sterre Veldhuis, Nederlands voetbalster
- 2003 - Milan Lanhove, Belgisch wielrenner
- 2003 - Carlotta Wamser, Duits voetbalster
- 2006 - Noemi Ivelj, Zwitsers voetbalster

## Overleden

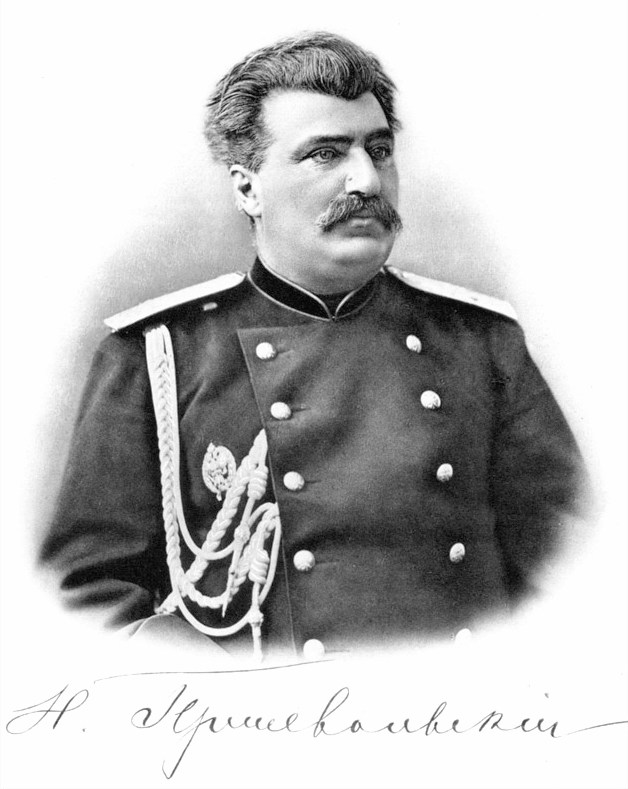
Nikolaj Przjevalski,
overleden in 1888

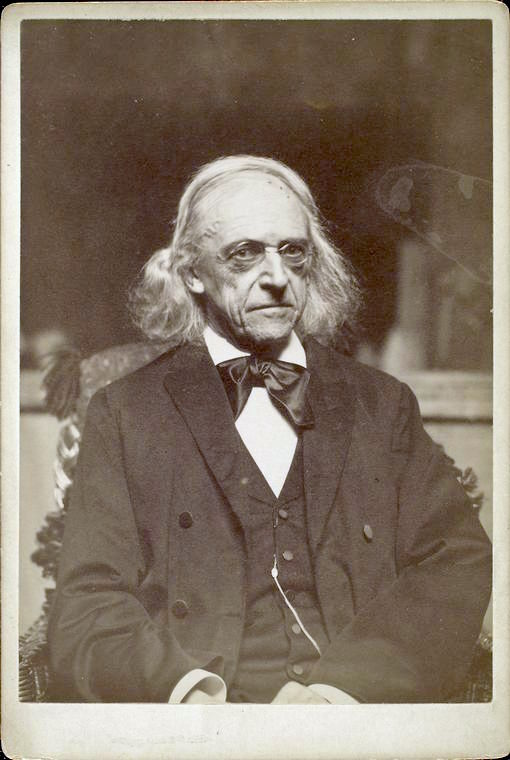
Theodor Mommsen,
overleden in 1903

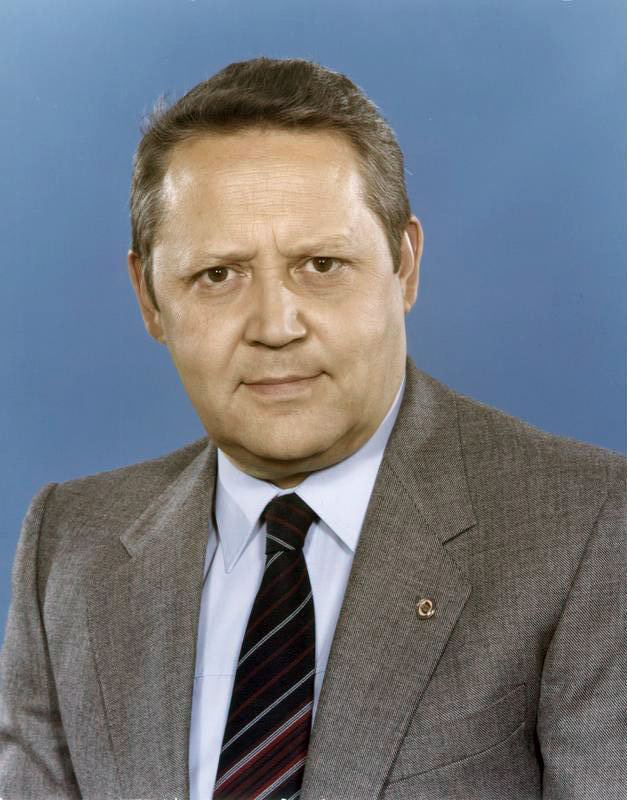
Günter Schabowski,
overleden in 2015

- 986 - Harald I (ca. 76), koning van Denemarken en Noorwegen
- 1295 - Meinhard II (57), graaf van Gorizia en Tirol en hertog van Karinthië
- 1391 - Amadeus VII (31), graaf van Savoye
- 1463 - David Megas Komnenos (c. 55), laatste keizer van Trebizonde
- 1546 - Giulio Romano (47), Italiaans architect en kunstschilder
- 1629 - Hendrick ter Brugghen (41), Nederlands kunstschilder
- 1629 - Jacob van der Doordt (±39), Nederlands kunstschilder
- 1632 - Maria Magdalena van Oostenrijk (42), aartshertogin van Oostenrijk
- 1676 - Gisbertus Voetius (87), Nederlands theoloog
- 1677 - Maria Petyt (54), Belgisch mystica en schrijfster
- 1700 - Karel II (38), koning van Spanje
- 1804 - Johann Friedrich Gmelin (56), Duits botanicus en entomoloog
- 1818 - Marie-Gabrielle Capet (57), Frans schilderes
- 1865 - John Lindley (66), Engels botanicus
- 1884 - Jacobus Anthonie Fruin (55), Nederlands rechtsgeleerde
- 1888 - Nikolaj Przjevalski (49), Russisch militair en wetenschapper
- 1903 - Theodor Mommsen (85), Duits historicus en Nobelprijswinnaar
- 1907 - Alfred Jarry (34), Frans dramaturg en romanticus
- 1939 - Aloïs Catteau (62), Belgisch wielrenner
- 1941 - Hugo Strauß (34), Duits roeier
- 1942 - Hugo Distler (34), Duits componist
- 1952 - Dixie Lee (40), Amerikaans actrice
- 1956 - Pietro Badoglio (85), Italiaans militair en politicus
- 1962 - Ricardo Rodríguez de la Vega (20), Mexicaans autocoureur
- 1968 - Ludovika Jakobsson-Eilers (84), Duits kunstschaatsster
- 1968 - George Papandreou (80), Grieks politicus
- 1972 - Ezra Pound (87), Amerikaans dichter
- 1974 - Marten Klasema (62), Nederlands atleet en waterbouwkunidge
- 1980 - Frans Detiège (70), Belgisch politicus
- 1983 - Anthony van Hoboken (96), Nederlands musicoloog
- 1984 - Anton Toscani (83), Nederlands snelwandelaar
- 1986 - Dignate Robbertz (77), Nederlands schrijfster
- 2002 - Paul Van Zummeren (57), Belgisch journalist en schrijver
- 2003 - Brian Harland (86), Brits geoloog
- 2003 - Dirk Hubers (90), Nederlands keramist en monumentaal kunstenaar
- 2003 - Kent W. Kennan (90), Amerikaans componist
- 2003 - Daishiro Yoshimura (56), Japans voetballer
- 2005 - Michael Piller (57), Amerikaans scenarioschrijver en televisieproducent
- 2006 - Lodewijk Meeter (91), Nederlands skûtsjeschipper
- 2006 - Adrienne Shelly (40), Amerikaans actrice, regisseuse en scenarioschrijfster
- 2006 - Hilda van Stockum (98), Engels kinderboekenschrijfster
- 2006 - Jan de Troye (85), Nederlands radioverslaggever en omroepbestuurder
- 2006 - Silvio Varviso (82), Zwitsers dirigent
- 2007 - Paul Tibbets (92), Amerikaans piloot
- 2008 - Herbertus Bikker (93), Nederlands oorlogsmisdadiger
- 2008 - Klaas Jan Mulder (78), Nederlands organist, pianist en dirigent
- 2008 - Jacques Piccard (86), Zwitsers oceanograaf
- 2008 - Yma Súmac (86), Peruviaans zangeres
- 2009 - Sakher Habash (69), Palestijns Fatah-leider
- 2009 - Robert H. Rines (87), Amerikaans uitvinder
- 2010 - Julia Clements (104), Brits schrijfster en bloemschikster
- 2011 - Christiane Legrand (81), Frans zangeres
- 2012 - Hennah Buyne (60), Nederlands politicus en rechter
- 2012 - Jan Crutchfield (74), Amerikaans zanger en songwriter
- 2012 - Jan Louwers (82), Nederlands voetballer
- 2012 - Mitchell Adam Lucker (28), Amerikaans metalzanger
- 2013 - Leen Timp (92), Nederlands televisieregisseur en -producent
- 2014 - Jackie Fairweather (46), Australisch (tri)atlete
- 2015 - Ronald Desruelles (60), Belgisch atleet
- 2015 - Raul Rekow (61), Amerikaans percussionist
- 2015 - Günter Schabowski (86), DDR-politicus
- 2015 - Fred Thompson (73), Amerikaans acteur en politicus
- 2016 - Auke Bloembergen (89), Nederlands raadsheer in de Hoge Raad der Nederlanden en hoogleraar
- 2017 - Brad Bufanda (34), Amerikaans acteur
- 2017 - Denis Dasoul (34), Belgisch voetballer
- 2017 - Vladimir Makanin (80), Russisch schrijver
- 2017 - Roland Verlooven (79), Belgisch muziekproducent
- 2019 - Else Vlug (85), Nederlands schrijfster
- 2020 - Tonny Bruins Slot (73), Nederlands voetbaltrainer en-scout
- 2021 - Gulraiz Akhtar (78), Pakistaans hockeyer
- 2021 - Aaron Temkin Beck (100), Amerikaans psychiater
- 2021 - Nelson Freire (77), Braziliaans klassiek pianist
- 2021 - Pat Martino (77), Italiaans-Amerikaans jazzgitarist
- 2022 - Marten Burkens (87), Nederlands jurist en politicus
- 2022 - Moshe Ha-Elion (97), Grieks-Israëlisch schrijver en Holocaustoverlevende
- 2022 - John Raymond Henry (79), Amerikaans beeldhouwer
- 2022 - Jan Snoeks (90), Nederlands voetballer
- 2022 - Oswald Van Ooteghem (98), Belgisch politicus
- 2023 - Claudy Michely (64), Luxemburgs veldrijder
- 2023 - Eddy Monsels (75), Surinaams atleet
- 2024 - Loek Dijkman (82), Nederlands ondernemer en filantroop

## Viering/herdenking

Onafhankelijkheid Antigua en Barbuda

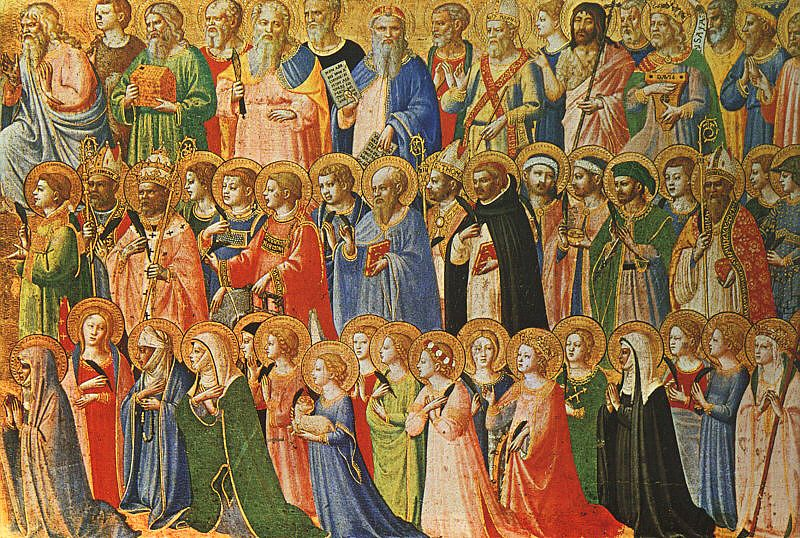
Allerheiligen

- Antigua en Barbuda: Onafhankelijkheidsdag 1981
- Algerije: Dag van de Revolutie, begin van de Algerijnse Oorlog in 1954
- Rooms-Katholieke kalender:
  - Allerheiligen - Hoogfeest
  - Heilige Flor(i)bert(us) (van Gent) († c. 660)
  - Heilige Mat(h)urin († 500)
  - Heilige Benignus (van Dijon) († 3e eeuw)
  - Heilige Cyrenia (van Tarsus) († 306)
  - Heilige Austremonius (van Clermont) († c. 250)
  - Heilige Caesarius van Terracina († 3e eeuw)
  - Heilige Nuno Alvares Pereira († 1431)
  - Heilige Rachel († 17e eeuw v.Chr.)
  - Zalige Rupert Mayer († 1945)
- Dag van de Doden

## Weerextremen

### Nederland
| | Officiële records | Officiële records | Officiële records |      | Landelijke records | Landelijke records | Landelijke records |
| Gebeurtenis | Jaar              | Extreem           | Locatie           | Jaar | Extreem            | Locatie            |                    |
| --- | ----------------- | ----------------- | ----------------- | ---- | ------------------ | ------------------ | ------------------ |
| Laagste etmaalgemiddelde temperatuur (°C) | 1955              | 0,7               | De Bilt           |      | 1920               | −1,7               | Eelde              |
| Hoogste etmaalgemiddelde temperatuur (°C) | 1968              | 14,8              | De Bilt           |      | 1968               | 16,5               | Maastricht         |
| Laagste minimumtemperatuur (°C) | 1955-1956         | −3,8              | De Bilt           |      | 1920               | −6,5               | Eelde              |
| Hoogste minimumtemperatuur (°C) | 1968              | 14,1              | De Bilt           |      | 1968               | 14,3               | Twenthe            |
| Laagste maximumtemperatuur (°C) | 1993              | 3,1               | De Bilt           |      | 1919               | 1,8                | Maastricht         |
| Hoogste maximumtemperatuur (°C) | 2014              | 18,5              | De Bilt           |      | 2014               | 22,0               | Ell                |
| Hoogste uurgemiddelde windsnelheid (m/s) | 1910              | 15,9              | De Bilt           |      | 2006               | 24,0               | Lauwersoog         |
| Hoogste windstoot (m/s) | 1965              | 22,6              | De Bilt           |      | 2006               | 34,0               | Huibertgat         |
| Langste zonneschijnduur (uur) | 1943              | 8,7               | De Bilt           |      | 1949               | 8,9                | Vlissingen         |
| Langste neerslagduur (uur) | 1960              | 11,6              | De Bilt           |      | 2008               | 12,3               | Ell                |
| Hoogste etmaalsom van de neerslag (mm) | 1930              | 19,6              | De Bilt           |      | 1998               | 25,2               | Arcen              |
| Laagste etmaalgemiddelde relatieve vochtigheid (%) | 1920              | 53                | De Bilt           |      | 1920               | 36                 | Eelde              |
| Laagste uurwaarde luchtdruk op zeeniveau (hPa) | 2012              | 979,9             | De Bilt           |      | 2012               | 976,9              | Vlieland           |
| Hoogste uurwaarde luchtdruk op zeeniveau (hPa) | 2001              | 1039,5            | De Bilt           |      | 2001               | 1040,6             | Maastricht         |
| Officiële records worden altijd gemeten op het KNMI-weerstation in De Bilt. Landelijke records kunnen worden gemeten op elk officieel KNMI-weerstation in Nederland. |                   |                   |                   |      |                    |                    |                    |

Uitzonderlijke gebeurtenissen
- 1920 - Officieel maandrecord laagste etmaalgemiddelde relatieve vochtigheid in % van november gemeten in De Bilt: 53. Samen met 9 november 1908
- 1920 - Landelijk maandrecord laagste etmaalgemiddelde relatieve vochtigheid in % van november gemeten in Eelde: 36. Samen met 2 november 1920
- 1935 - Laatste officiële zachte dag van het jaar (maximumtemperatuur ≥ 15 °C in De Bilt)
- 1943 - Officieel maandrecord langste zonneschijnduur in uren van november gemeten in De Bilt: 8,7. Samen met 11 november 1971 en 2 november 1980
- 1949 - Landelijk maandrecord langste zonneschijnduur in uren van november gemeten in Vlissingen: 8,9
- 1960 - Laatste officiële zachte dag van het jaar (maximumtemperatuur ≥ 15 °C in De Bilt)
- 1960 - Laatste landelijke zachte dag van het jaar gemeten in De Bilt, Eindhoven, Gilze-Rijen, Maastricht, Rotterdam, Schiphol, Valkenburg ZH, Vlissingen en Volkel (maximumtemperatuur ≥ 15 °C op een officieel weerstation)
- 1975 - Laatste landelijke zachte dag van het jaar gemeten in Volkel en Maastricht (maximumtemperatuur ≥ 15 °C op een officieel weerstation)
- 1987 - Laatste officiële zachte dag van het jaar (maximumtemperatuur ≥ 15 °C in De Bilt)
- 1999 - Laatste officiële zachte dag van het jaar (maximumtemperatuur ≥ 15 °C in De Bilt)
- 2014 - Landelijk maandrecord hoogste maximumtemperatuur in °C van november gemeten in Ell: 22,0
- 2023 - Officieel hoogste maximumtemperatuur in °C van november dit jaar gemeten in De Bilt: 15,4 (voorlopig)
- 2023 - Landelijk hoogste maximumtemperatuur in °C van november dit jaar gemeten in Twenthe: 15,8 (voorlopig)

### België
Dagrecords
- 1997 - Laagste etmaalgemiddelde temperatuur 0,9 °C
- 1968 - Hoogste etmaalgemiddelde temperatuur 16,1 °C
- 1956 - Laagste minimumtemperatuur −3,6 °C
- 2015 - Hoogste maximumtemperatuur ooit : 20,8 °C[13]
- 1924 - Hoogste etmaalsom van de neerslag 35,4 mm

Uitzonderlijke gebeurtenissen
- 1924 - 104 mm in 5 dagen neerslag in Aat.
- 1941 - In Ukkel wordt het niet warmer dan 2,9 °C.
- 1943 - De maximumtemperatuur loopt in Ukkel op tot 19,2 °C.
- 1956 - in Ukkel daalt de minimumtemperatuur tot –4,3 °C.
- 2014 - Op veel plaatsen stijgt de temperatuur tot boven 20 °C. In Stembert (Verviers) wordt het 21,9 °C.

<< · 1 · 2 · 3 · 4 · 5 · 6 · 7 · 8 · 9 · 10 · 11 · 12 · 13 · 14 · 15 · 16 · 17 · 18 · 19 · 20 · 21 · 22 · 23 · 24 · 25 · 26 · 27 · 28 · 29 · 30 · >>